# Kloster Au am Inn

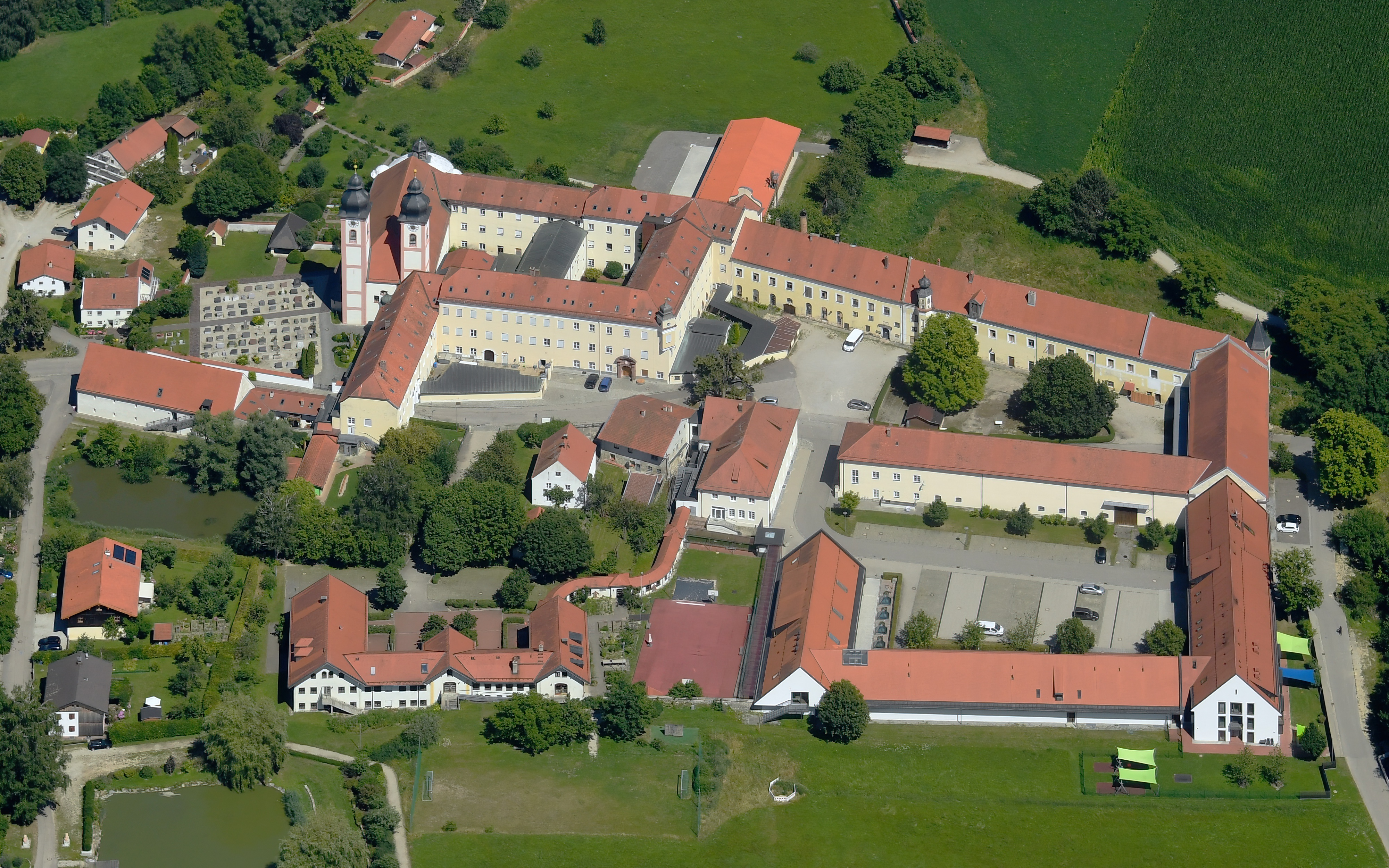
Kloster Au am Inn

Das Kloster Au/Äu  ist ein ehemaliges Augustiner-Chorherrenstift und jetziges Franziskanerinnenkloster bei Au am Inn in Bayern im Erzbistum München und Freising.

## Geschichte

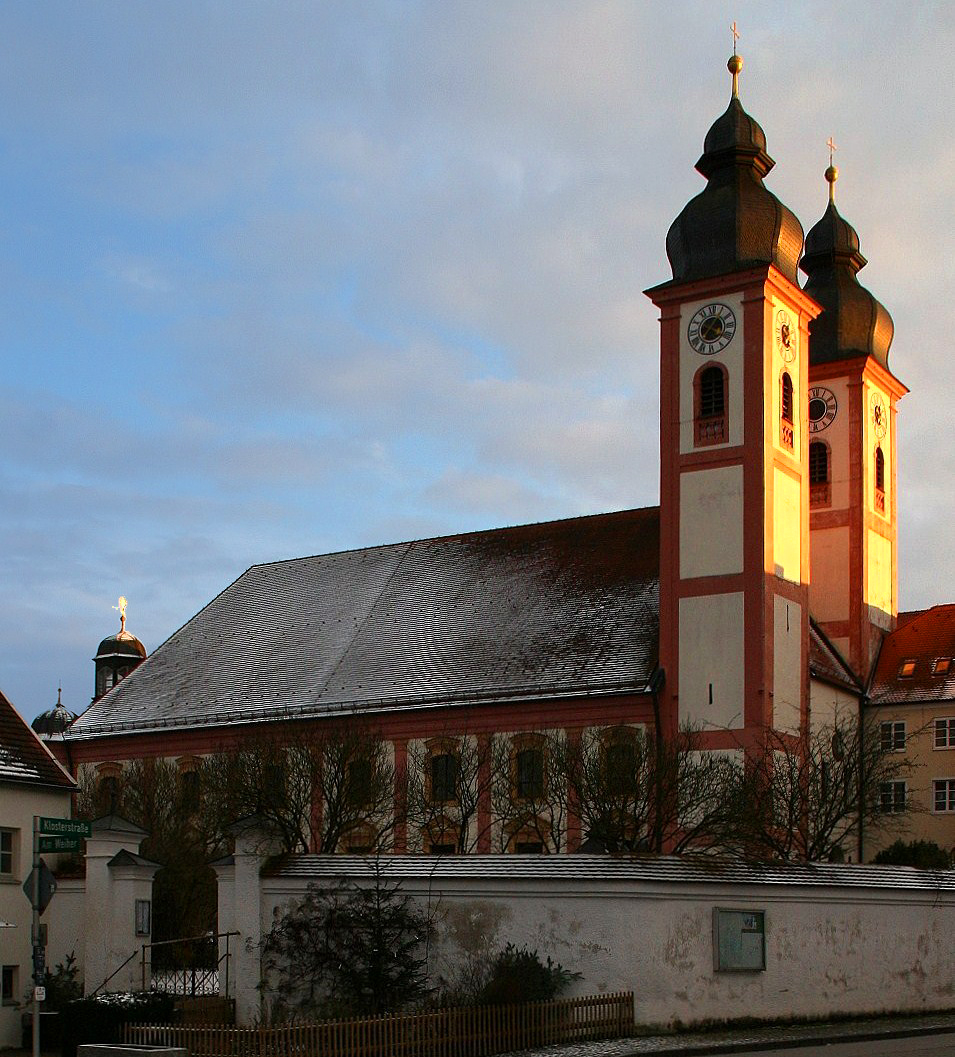
Klosterkirche Au am Inn

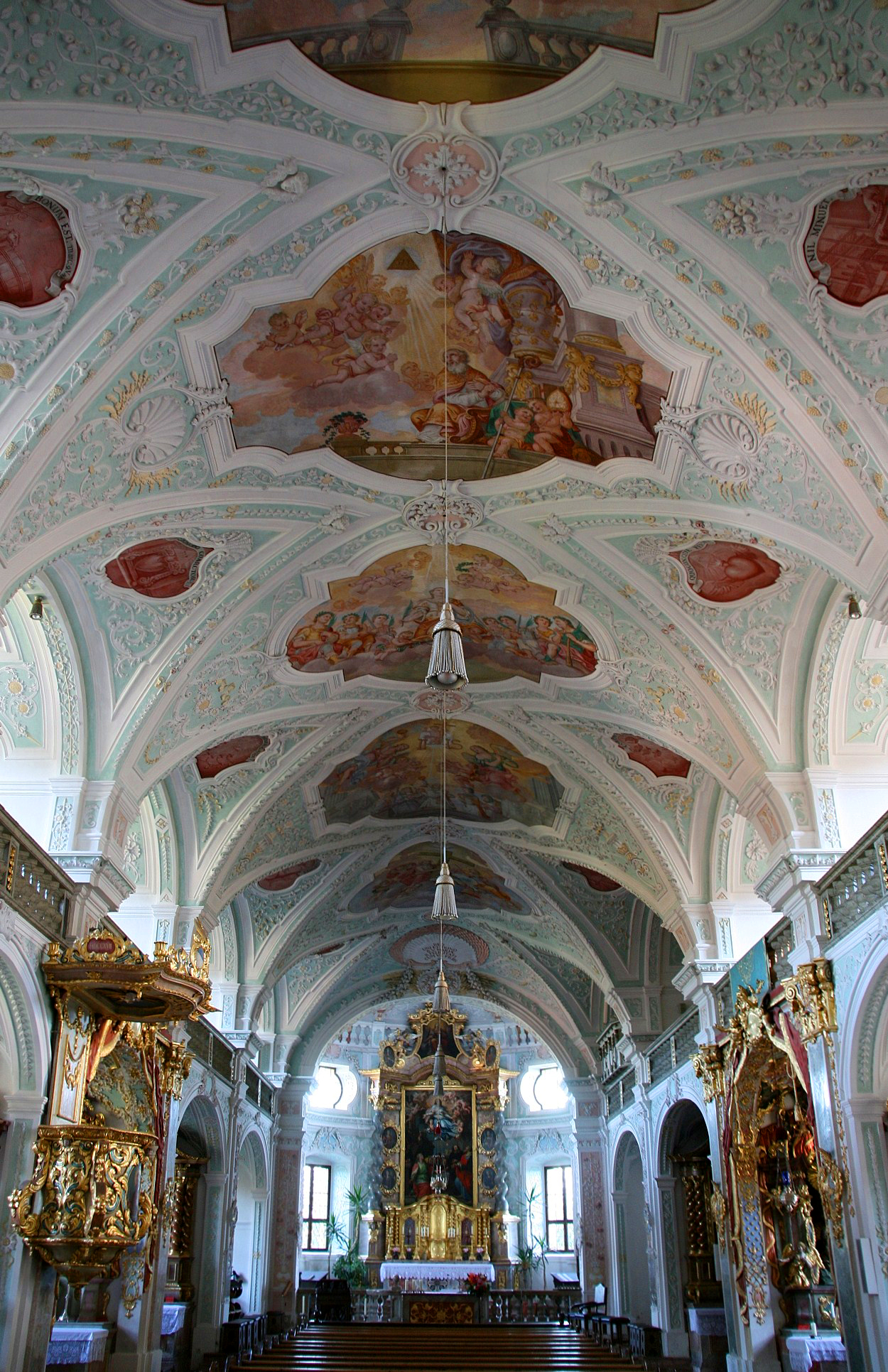
Klosterkirche Au am Inn, Innenraum

### Augustinerchorherren
Um 780 wurde durch die Mönche Baldung (Balduin) und Hrodbert eine Zelle gegründet. 1122 wurde von Erzbischof Konrad I. von Salzburg ein Augustinerchorherrenstift gegründet, das der Heiligen Maria, St. Felicitas und St. Vitalis gewidmet war.
Ein Traditionsbuch des Klosters aus dem 12. Jahrhundert ist erhalten, mit Nachträgen, die bis ins frühe 14. Jahrhundert reichen. Ihm sind urbarielle Einträge aus dem 13. Jahrhundert beigebunden. Die Handschrift ist auf den Seiten von Bavarikon einzusehen. Das Traditionsbuch selbst erschien erstmals im Rahmen des ersten Bandes der Monumenta Boica 1763 im Druck. Eine Edition inklusive der Nachträge und des beigebundenen Werks wurde 1880 gedruckt, zusammen mit dem Codex Falkensteinensis und dem Traditionsbuch des Klosters Gars.
Etwa 1000 Handschriften gingen mit einem Brand der Stiftsbibliothek im Jahr 1686 verloren. Der Graubündner Domenico Cristoforo Zuccalli setzte ab 1687 einen bereits vorher begonnenen Neubau der Konventsgebäude fort und ließ bis 1711 eine schlossartige Anlage im Barockstil mit mehreren Innenhöfen und der zweitürmigen Stiftskirche St. Maria entstehen. Deren Ausstattung mit Deckenfresken und Altarbildern wurde von Franz Mareis aus Wasserburg bis zur Mitte des 18. Jahrhunderts fertiggestellt.
Das Kloster wurde 1803 im Zuge der Säkularisation aufgelöst. Die kulturhistorisch bedeutsame, von Domenico Christoforo Zuccalli entworfene Kirche wurde Pfarrkirche, das Kloster gelangte in den Privatbesitz von Joseph Ernst von Koch-Sternfeld. 605 Bücher der Klosterbibliothek erhielt die Universitätsbibliothek in Landshut.
Reihe der Pröpste
Quelle
1. Hartwig
2. Fritello
3. Hugo
4. Heribord, 1129, 1151
5. Lothar, 1178, 1181
6. Adalbert, 1158, 1151
7. Friedrich I.
8. Pabo, 1195, 1203
9. Conrad von Giebing, 1229, 1245
10. Heinrich, † 1267
11. Rudolf
12. Eberhard
13. Ortwin, 1290, † 1306
14. Wiernher I. Hocholtinger, † 1316
15. Theodorich, † 1319
16. Friedrich II., † 1326
17. Wernher II., † 1361 (?)
18. Ulrich Tampeck, 1362, † 1370
19. Friedrich III., † 1398
20. Conrad, † 1422
21. Franz I., † 1425
22. Peter I., † 1445
23. Vinzenz, † 1452
24. Georg I., † 1463
25. Johann I. Jung, 1464
26. Wilhelm Helfendorfer, † 1504; erhielt 1483 die Pontifikalien
27. Christian Sperer, 1504–1515
28. Sebastian Schnepf, † 1524
29. Peter Häckl, 1524–1539
30. Christoph Layminger, 1539–1540
31. Johann II. Kronberger, 1540–1553
32. Johann III. Haimoltinger, 1553–1581
33. Abraham Kronberger, 1581–1593
34. Matthias Vogt, 1593–1604
35. Balthasar Endres, 1604–1628
36. Ambros Sumperer, 1628–1648
37. Georg II. Eisenpoeck, 1648–1651
38. Alexander Kaut, 1651–1689
39. Franz II. Millaner, 1690–1710
40. Augustin Ostermayr, 1711–1715
41. Joachim Beham, 1715–1748
42. Patriz Zwick, 1749–1761
43. Franz III. Berchtold, 1761–1785
44. Florian Eichschmid, 1785–1803, † 4. April 1817[2]

### Franziskanerinnen
1853 übernahmen Dillinger Franziskanerinnen aus Dillingen an der Donau die Klostergebäude. 1854 wurde die unabhängige Kongregation der Franziskanerinnen von Au am Inn gegründet. Mit einer kurzen Unterbrechung in der Zeit des Nationalsozialismus widmen sich die Franziskanerinnen der Erziehung und Bildung. Aus einer 1970 gegründeten Sonderschule hat sich eine heilpädagogische Einrichtung zur Bildung und Lebensbegleitung behinderter Kinder, Jugendlicher und junger Erwachsenen mit Förderschule, Tagesstätte und Heim für geistig- und körperbehinderte Kinder entwickelt, das „Franziskushaus Au am Inn“. Die Schwestern haben seit 1921 auch in Brasilien Niederlassungen gegründet, aus denen eine eigene Kongregation entstand, die Franziskanerinnen da Ação Pastoral.

## Orgel

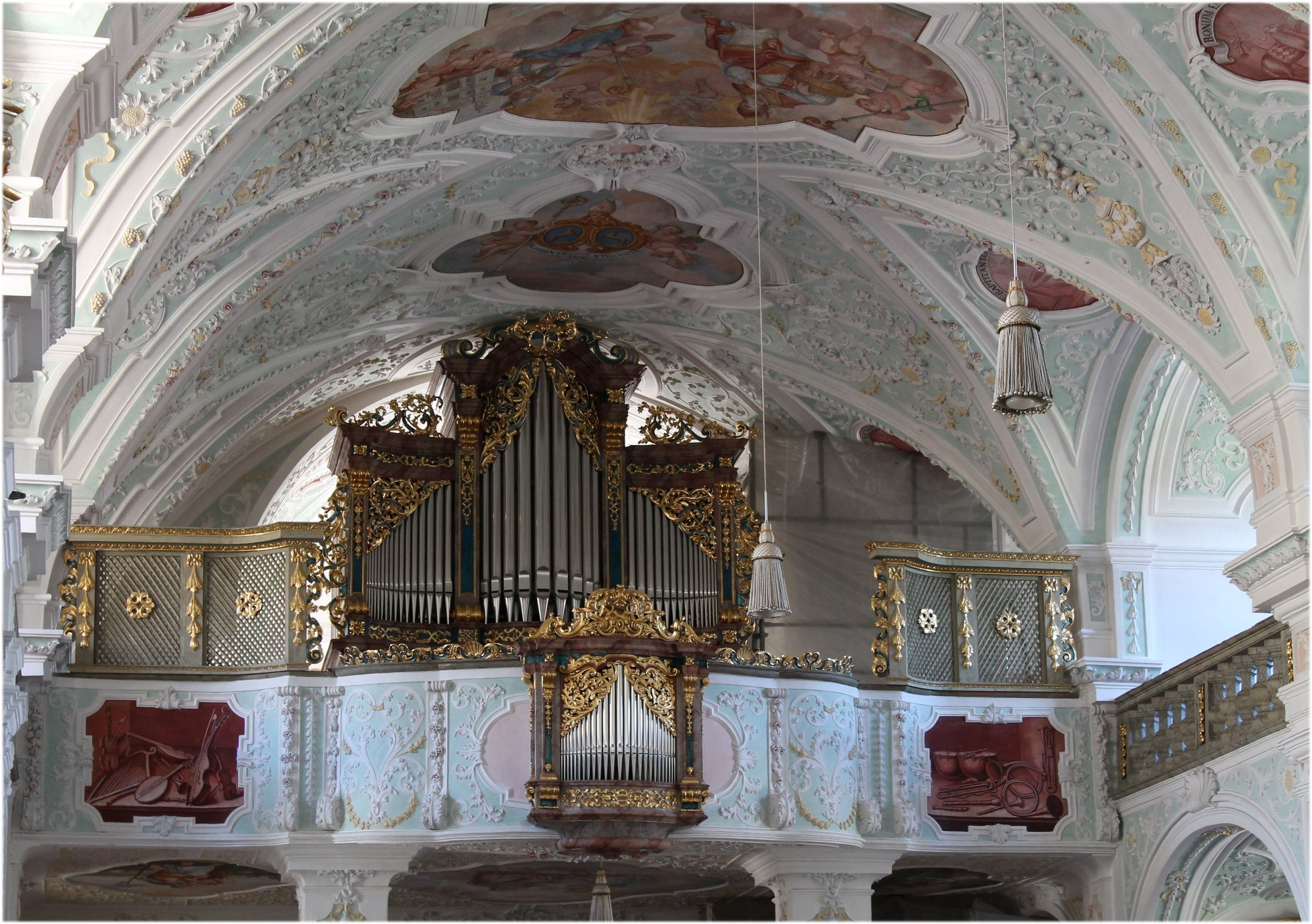
Die Orgel

Das Orgelwerk im historischen Orgelgehäuse aus dem 18. Jahrhundert wurde 2004 von der schweizerischen Orgelbaufirma Mathis (Näfels) errichtet. Das rein mechanische Schleifladen-Instrument hat 21 Register (ca. 1400 Pfeifen) auf zwei Manualen und Pedal. Die Disposition entspricht einem barocken Klangbild.
| I Rückpositiv C–g3 |               |        |
| 1.                 | Copl          | 08′    |
| 2.                 | Gedacktflöte0 | 04′    |
| 3.                 | Principal     | 02′    |
| 4.                 | Terz          | 1 3⁄5′ |
| 5.                 | Larigot       | 1 ⁄3′  |
| 6.                 | Octav         | 01′    |
|                    | Tremulant     |        |

| II Hauptwerk C–g3 |             |       |
| 07.               | Bourdon     | 16′   |
| 08.               | Principal   | 08′   |
| 09.               | Flauto      | 08′   |
| 10.               | Salicional  | 08′   |
| 11.               | Octav       | 04′   |
| 12.               | Spitzflöte  | 04′   |
| 13.               | Doublette   | 02′   |
| 14.               | Mixtur IV   | 1 ⁄3′ |
| 15.               | Cornet III0 | 2 ⁄3′ |
| 16.               | Trompete    | 08′   |

| Pedalwerk C–f1 |            |     |
| 17.            | Subbass    | 16′ |
| 18.            | Octavbass0 | 08′ |
| 19.            | Bourdon    | 08′ |
| 20.            | Choralbass | 04′ |
| 21.            | Posaune    | 16′ |

- Koppeln: I/II, I/P, II/P

## Vermischtes
Klosterkirche und Umgebung sind ein beliebtes Ausflugsziel. Am vierten Wochenende im Oktober findet jährlich ein großer Töpfermarkt mit ca. 50 Ausstellern statt.

### Bräustüberl
Die Geschichte des Bräustüberls ist unmittelbar an die Entstehung des Klosters geknüpft und geht bis ins Mittelalter zurück. 1635 wurde die Klosterbrauerei erstmals schriftlich erwähnt. Vermutlich geht deren Ursprung aber noch weiter zurück.
1803 wird das Kloster samt Brauerei und Bräustüberl privatisiert und an die Vorfahren der Familie Gassner verkauft. In Au am Inn wird 1844 das heutige Bräustüberl gebaut. 2011 – 2012 wird das Bräustüberl nach mehr als 150 Jahren Betrieb geschlossen und wegen wirtschaftlicher Schwierigkeiten veräußert. Die Franziskanerinnen von Au am Inn erwerben die Klosterbrauerei und das Bräustüberl von der Familie Gassner.
Nach 10 Jahren Leerstand wird 2022 der Beschluss zur Reaktivierung, Sanierung und Erweiterung des Bräustüberls wird gefasst.
Am 22. August 2024 wurde das Bräustüberl wieder eröffnet.
Der Bayerische Rundfunk hat Sanierung und Wiedereröffnung in der mehrteiligen Reportage Die Wirtshausretter · Das Wunder von Kloster Au dokumentiert.

### Denkmalschutz
Die gesamte Klosteranlage ist unter verschiedenen Einzelpositionen in der Denkmalliste Regierungsbezirk Oberbayern, Landkreis Mühldorf a.Inn, Markt Gars a.Inn, Baudenkmäler aufgenommen.

## Schriftquellen
- Kloster Au am Inn: Liber traditionum, angelegt 1113, mit Nachträgen b. 1314. Beigebunden: Liber decimarum, subditorum et praestandorum ab eis, v. 1205. Handschrift. bavarikon.de
- Monumenta Augiensia. In: Monumenta Boica, Band I. Verlag der Königlichen Akademie, München 1763, S. 115–252. bavarikon.de
- Codex Traditionum Augiensium. Hrsg. von Johann Mayerhofer. In: Drei bayerische Traditionsbücher aus dem XII. Jahrhundert: Festschrift zum 700jährigen Jubiläum der Wittelsbacher Thronbesteigung. Kellerer, München 1880, S. 87–152. digitale-sammlungen.de